# Georg Bilgeri

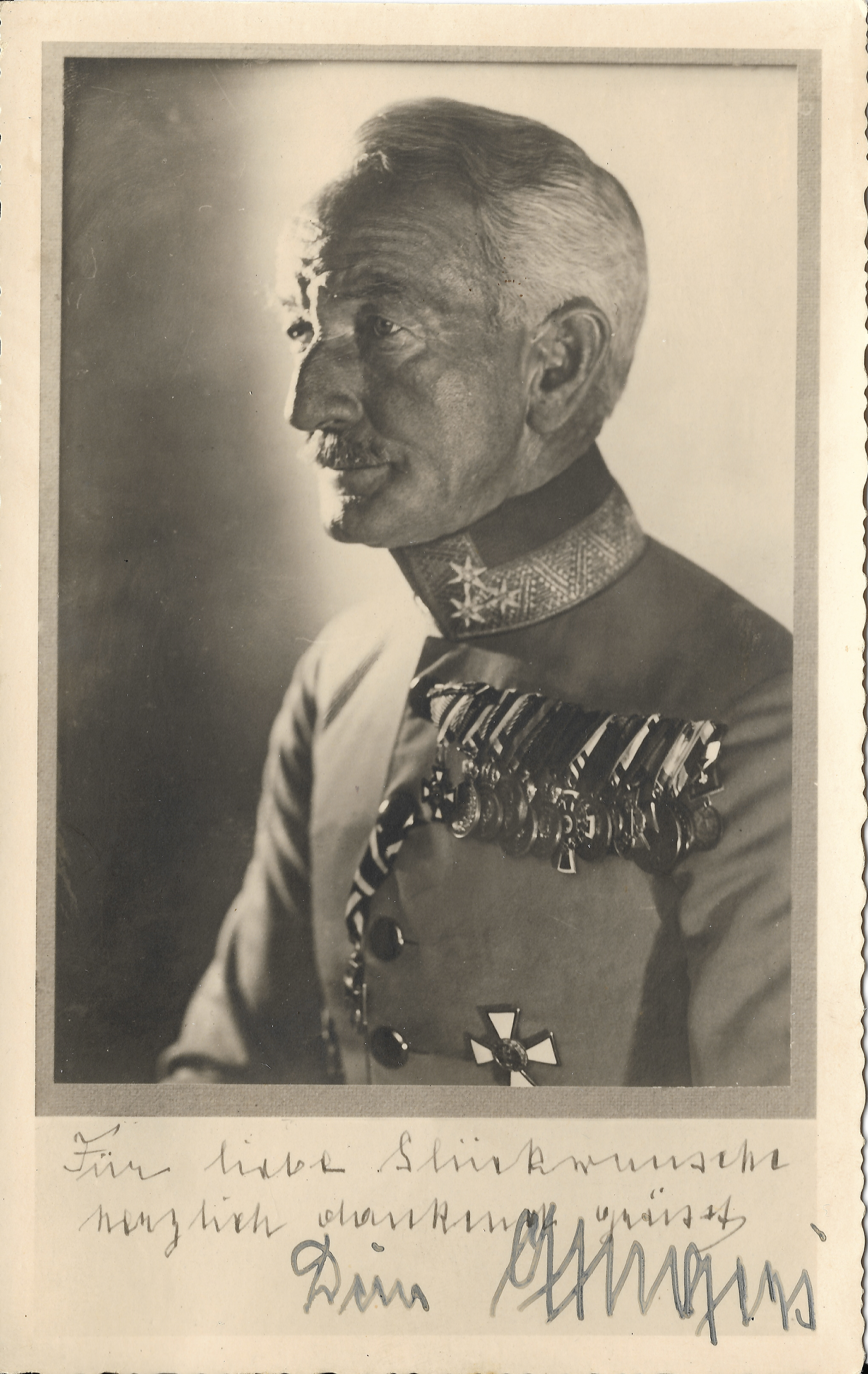
Postkarte von Georg Bilgeri an einen Freund. Text unterhalb: „Für liebe Glückwünsche herzlich dankend grüsst, Dein Bilgeri“

Georg Bilgeri (* 11. Oktober 1873 in Bregenz; † 4. Dezember 1934 am Patscherkofel bei Innsbruck) war ein österreichischer Offizier (zuletzt im Rang eines Oberst) und Bergsteiger und gehörte zu den Pionieren des alpinen Skilaufs.

## Leben
Georg Bilgeri wurde als sechstes von sieben Kindern eines Bodenseefischers und Gastwirtes geboren und zeigte bereits als Kind Interesse am Sport. Sein ältester Bruder Robert Bilgeri gründete mit dem Bilgeri-Werk in Hörbranz 1895 die erste Fahrradfabrik in Vorarlberg.
Bilgeri trat 1894 als Einjährig-Freiwilliger bei den Tiroler Kaiserjägern in die k.u.k Armee ein. Bereits im Jahr 1892 soll er die ersten Skikurse in Gargellen veranstaltet haben, historisch belegt sind erste private Ski-Versuche um 1895 am Linzer Schlossberg. Nach Ablegung der Berufsoffiziersprüfung und der Beförderung zum Leutnant, wurde Bilgeri im September 1897 nach Hall in Tirol versetzt, wo er zum Kommandanten des Nachrichten- und Skidetachments des Kaiserjägerbataillons ernannt wurde. In der dortigen Kaserne fand er 20 Paar norwegische Ski vor, die sein Vorgänger zu Versuchszwecken angeschafft hatte. Er begann, die mangels praktischem Nutzen in Vergessenheit geratenen Sportgeräte zu reaktivieren und beschäftigte sich von nun an auch dienstlich mit dem Skilaufen.
Bilgeri brachte sich seine Kenntnisse als Autodidakt selbst bei und gab sie umgehend an seine Kollegen weiter. Noch vor der Jahrhundertwende hielt er erste Militärskikurse ab und verfasste erste schriftliche Anleitungen. Bereits im Winter 1898/99 überquerte er mit seinem Trupp zwei Mal die Zillertaler Alpen, 1901 bestieg er mit seiner bereits auf 64 Mann angewachsenen Truppe den winterlichen Hochkönig. Im selben Jahr wurde er bei einer Tour auf den Hundstein in den Schladminger Tauern das erste und einzige Mal von einer Lawine verschüttet. Er kam in einem Hohlraum unter einem Baum zu liegen und hatte so ausreichend Atemluft. Da ihn sein Begleiter jedoch bereits aufgegeben hatte, musste er sich selbst in mehrstündiger Arbeit aus den Schneemassen befreien.
1905 veranstaltete er den ersten Militärskiwettlauf in Kitzbühel und wurde bei der im selben Jahr von der Wintersportvereinigung Kitzbühel ausgetragenen Tiroler Meisterschaft (ein 12 Kilometer-Skilanglauf über 624 Höhenmeter) Dritter. Im selben Jahr wurde er durch die damals weltweit längste Skitour von Kitzbühel in den Pinzgau, über den Felber Tauern nach Matrei und über Heiligenblut und das Hochtor nach Fusch über die Landesgrenzen hinaus bekannt. 1906 gewann er den ersten am Kitzbüheler Horn ausgetragenen Abfahrtslauf.
Von 1906 bis 1910 leitete er die k.u.k Skiwerkstätte des 14. Korpskommandos in Salzburg. Diese wurde zunächst nur temporär zwischen Oktober und Ende Mai betrieben. Da laut Gewerbeordnung der Verkauf von Skiern aus der militärischen Skiwerkstätte an Zivilpersonen nicht gestattet war, wurden diese von Bilgeri an in seinen Augen fähige Skifahrer verschenkt.
Bilgeri wirkte bis zum Ende der Donaumonarchie als Alpin- und Skilehrer in der österreichisch-ungarischen Armee und gilt als „Vater des militärischen Skilaufs“. Im Ersten Weltkrieg war er vom Frontdienst befreit und wirkte auch bei den Kraftfahrtruppen sowie als Alpinreferent des 20. Korps im Rahmen der Heeresgruppe von Erzherzog Eugen, welcher bereits 1905 einem Skikurs von Bilgeri beiwohnte. 1917 wurde er als Nachfolger Mathias Zdardskys Alpinreferent der 10. Armee. Er wirkte auch als Ausbilder von Bergführern für Hochgebirgskompanien im Gebirgskrieg, unter anderem an der Dolomitenfront, und bildete dabei unter anderem Luis Trenker aus. Im Rahmen dieser Tätigkeit fand er auch einen neuen Aufstieg auf den umkämpften Monte Piano.
Nach dem Ende der Donaumonarchie war Bilgeri als Skipädagoge in Österreich, Schweden, in der Schweiz und der Türkei tätig. Bereits 1910 war er Initiator des Salzburger Skiclubs, verteilte jährlich bis zu 600 Paar Skier an Salzburger Volksschulen und gab Kurse für Schüler und Lehrer. Sein Ideal war die Errichtung zahlreicher Skischulen und die Umwandlung des nach Kriegsende darbenden Österreich in ein Wintersportland, seiner Meinung nach ein Ausweg aus der wirtschaftlichen Misere der Zwischenkriegszeit. Er hielt zu seinen besten Zeiten bis zu 25 Skikurse pro Saison und bildete so im Lauf seiner Karriere rund 40.000 Skifahrer aus.
Georg Bilgeri galt als Lebemann und Frauenheld, bereits 1897 steckte er sich mit Syphilis an. Er verstarb während eines Skikurses am Patscherkofel bei Innsbruck.

## Leistungen als Skipionier
Er kombinierte erfolgreich die „niederösterreichische“ und die „Norweger“-Skitechnik, die seit etwa 1900 in starkem Gegensatz zueinander standen (siehe auch Mathias Zdarsky, Kristianiatechnik und Telemarken). Bilgeri trug zur Verbesserung der Alpin- und Skiausrüstung bei und verhalf dem Stemmbogen und der „Zweistocktechnik“ zum Durchbruch. Zunächst verwendete er einen auseinandernehmbaren Stock, so hatte er zwei für den Aufstieg und einen für die Abfahrt. Beschrieb er in seinem Werk Der alpine Skilauf zunächst noch die von Mathias Zdarsky angewandte Technik mit einem einzelnen Stock, bevorzugte er in Folge der Streitereien mit Zdarsky (dieser warf ihm u. a. vor, seine Technik kopiert, die Bindung nachgebaut und sein Lehrbuch abgeschrieben zu haben) folglich nur noch die Zweistocktechnik.
Bereits früh fertigte er im familieneigenen Bilgeri-Werk Ausrüstungen für den Wintersport, diese kamen auch bei den in der k.u.k Skiwerkstätte erzeugten Skiern zum Einsatz. Seine 1908 entwickelte Bilgeri-Bindung wurde durch einen Patentstreit mit Zdarsky lediglich als Unterart der Lilienfelder Stahlsohlenbindung gerichtlich anerkannt. Durch seine Bekanntheit wurde er schnell zum Werbeträger seiner eigenen Produkte.

## Gedenken
Ein Kommandogebäude des österreichischen Bundesheeres in Bregenz (Kommandogebäude Oberst Bilgeri) trägt seinen Namen. Im Jahr 1959 wurde in Wien-Donaustadt (22. Bezirk) die Georg-Bilgeri-Straße nach ihm benannt. Des Weiteren tragen Wege, Straßen und Steige in Innsbruck, Bregenz, Mariazell, Hörbranz und in den Dolomiten seinen Namen. Auch der Bilgeri-Gletscher in Grahamland wurde nach ihm benannt.

## Werke (Auswahl)
- Der alpine Skilauf. Bergverlag Rother, München 1922.